# Csorna
Csorna è una città di 10 848 abitanti situata nella contea di Győr-Moson-Sopron, nell'Ungheria nordoccidentale.

## Geografia fisica
La città ha 10 708 abitanti ed è situata nella ragione Transdanubio Occidentale, nella contea di Győr-Moson-Sopron. Dista circa 30 km da Győr e 155 km da Budapest.

## Storia

### Origini
Nei pressi di Csorna sorgeva un villaggio in epoca romana, il cui nome era Mursella.
Il nome del sito nasce dal nome "Csur" che corrisponderebbe ad una qualifica pecenega. Vicino a Csorna sono state trovate tombe peceneghe. Nei tempi delle invasioni barbariche arrivarono in Pannonia i Germani, gli Unni e poi gli Avari. Verso il 900 i Magiari occuparono la zona del Transdanubio, con il territorio di Csorna.

### Epoca medioevale
Da una famiglia nobile che si chiamava "Osl" venne fondata l'abbazia premostratense nel 1180 al fine di convertire il popolo magiaro e quello pecenego al cristianesimo.
È nel 1226 che per la prima volta il nome del villaggio compare in un testo ufficiale come "Serna". Nel Duecento ricevette il titolo di città, e fu sede di un mercato.

### Epoca moderna
Il 13 giugno del 1849 avvenne una delle ultime battaglie della rivoluzione ungherese del 1848 vinte dagli ungheresi, comandati dal generale György Kmety.
Csorna ha avuto 220 caduti nella prima guerra mondiale e 141 nella seconda guerra mondiale.

## Amministrazione

### Gemellaggi
- Brummen
- Mühltal
- Sinzing
- Diosig (in ungherese Diószeg)
- Lunca de Sus (in ungherese Gyimesfelsőlok)
- Miercurea Nirajului (in ungherese Nyárádszereda)
- Sládkovičovo (in ungherese Diószeg)
- Zlaté Klasy (in ungherese Nagymagyar)
- Bučovice
- Vamberk
- Castelnuovo Berardenga (SI)
- Gambettola (FC)
- Lebrija
- Kangasala
- Leikanger
- Ribe
- Strängnäs